# Les Faux-durs
Pour plus de détails, voir Fiche technique et Distribution.
Les Faux-durs (Semi-Tough) est un film américain réalisé par Michael Ritchie, sorti en 1977.

## Synopsis
La fille du propriétaire d'un club de football habite un appartement avec deux des joueurs.

## Fiche technique
- Titre : Les Faux-durs
- Titre original : Semi-Tough
- Réalisation : Michael Ritchie
- Scénario : Walter Bernstein, Dan Jenkins et Ring Lardner Jr.
- Musique : Jerry Fielding
- Pays d'origine :  États-Unis
- Sociétés de production : United Artists
- Genre : Comédie
- Durée : 108 minutes
- Date de sortie : 18 novembre 1977

## Distribution
- Burt Reynolds as Billy Clyde Puckett
- Kris Kristofferson as Marvin "Shake" Tiller
- Jill Clayburgh as Barbara Jane Bookman
- Robert Preston as Big Ed Bookman
- Bert Convy as Friedrich Bismark
- Roger E. Mosley as Puddin Patterson Sr.
- Lotte Lenya as Clara Pelf
- Richard Masur as Phillip Hooper
- Carl Weathers as Dreamer Tatum
- Brian Dennehy as T.J. Lambert
- Mary Jo Catlett as Earlene Emery
- Joe Kapp as Hose Manning
- Ron Silver as Vlada Kostov
- Jim McKrell as Bud McNair
- Peter Bromilow as Kostov's Interpreter
- Norman Alden as Coach Alvin Parks